# 강영호 (법조인)
강영호(姜永鎬, 1957년 ~)은 제17대 특허법원과 제8대 서울서부지방법원 등에서 법원장을 역임한 대한민국의 법관이다.

## 생애
1957년 대전광역시에서 태어나 중앙고등학교와 성균관대학교 법학과를 졸업한 강영호는 제22회 사법시험에서 합격해 제11기 사법연수원과 군 법무관을 거쳐 1985년 서울가정법원 판사에 임용되어 1987년 서울형사지방법원, 1989년 서울민사지방법원, 1990년 춘천지방법원 강릉지원, 1992년 서울지방법원 동부지원, 1993년 서울고등법원 판사에 재직하다가 1995년 대법원 재판연구관을 거쳐 1999년에 서울지방법원 의정부지원에서 판사를 하다가 2000년 서울지방법원 북부지원 부장판사에 임명되었다. 이후 2002년 서울행정법원 부장판사, 2004년 수석부장판사, 2005년 대전고등법원과 2006년 서울고등법원에서 재직하다가 2010년 2월에 법원장으로 승진하여 법원도서관, 서울서부지방법원, 특허법원에서 법원장을 역임하였으며 2016년 2월에 서울고등법원으로 복귀하여 부장판사로 재직하고 있다.
도산법에 관한 참고도서가 전무하던 외환위기 무렵에 <회사정리와 파산의 모든 것>이라는 단행본을 저술했으며 법원 내 도산법커뮤니티 회장을 6년 동안 역임하면서 도산법커뮤니티가 통합도산법 제정과 정착을 주도하였다.
2012년 9월 21일에 서대문구 연희중학교에서 열린 청소년 모의 법정을 마치고 법관과의 대화에서 강영호는 학생들에게 "법은 사람들이 행복한 생활을 하도록 하는 데 목적이 있다"면서 "성공하는 삶을 사는 비결은 독서를 통한 끊임없는 지적 탐구"라고 말했다.
서울고등법원 부장판사로 있던 2017년 1월 31일에 있었던 법원 정기 인사에서 원로법관이 도입되면서 서울중앙지방법원 부장판사로 전보되었다.

## 주요 판결
- 서울행정법원 행정3부 재판장으로 재직하던 2005년 1월 17일에 "새만금은 제2의 시화호가 되어서는 안되고 새만금을 제2의 시화호로 만드는 것은 우리 후손에게 저지른 가장 큰 죄악이 될 것"이며 "전체 공정이 50%도 진행되지 않은 시점에서 그간 제기된 문제점을 다시한번 검토하는 것은 결코 시간을 낭비하는 게 아니다"고 하면서 새만금 방조제 건설 사업에 대해 조정 권고안을 냈다.[3]
- 서울고등법원 민사26부 재판장으로 재직하던 2007년 3월 22일에 "전기요금고지서에 방송수신료를 통합 고지하여 징수할 권한이 없다"며 한국전력공사를 상대로 제기한 방송수신료통합징수 권한부존재 확인 소송 항소심 선고에서 원고의 청구를 모두 기각했다.[4]